# 帝国 (德语)
Reich（德語發音：[ˈkøːnɪkʁaɪç] ⓘ）是一个德语单词，其含义类似于英语单词“realm”的含义。Kaiserreich（字面意思是“皇帝的领域”）和Königreich（字面意思是“国王的领域”）这两个术语在德语中分别用于指代帝国和王国。在德语里，Reich是一个十分常见的单词，比如奥地利的国名Österreich意思是东方边疆之国，然而在其他语言里，Reich仅仅指德语语境出现的政体，例如在剑桥高级学习者词典指出，在英语用法中，“Reich”一词是指1933年至1945年存在的纳粹德国政权。